# 2-naftylamine
2-naftylamine is een organische verbinding met als brutoformule C10H9N. De stof komt voor als witte tot rode schilferige kristallen met een indringende en onaangename geur, die slecht oplosbaar zijn in water. De kristallen worden bij blootstelling aan lucht donkerrood.
2-naftylamine behoort tot de klasse der aromatische amines. Het is een carcinogene verbinding en is door het IARC geklasseerd in klasse 1. Ze wordt onder meer teruggevonden in de rook van sigaretten.

## Synthese
2-naftylamine wordt bereid door 2-naftol te verhitten met ammoniumzinkchloride tot 200 - 210°C. Het acetylderivaat kan worden bereid door 2-naftol te verhitten met ammoniumacetaat tot 270 - 280°C.

## Toxicologie en veiligheid
De stof ontleedt bij verbranding, met vorming van stikstofoxiden en koolstofmonoxide. 2-naftylamine is een zwakke base.
De stof is matig irriterend voor de ogen en de huid. Ze kan effecten hebben op het bloed, met als gevolg de vorming van methemoglobine. Ze kan ook effecten hebben op de urineblaas, met als gevolg ontstekingen en bloed in de urine, evenals blaaskanker.